# Jasper von Oertzen (Staatsminister)
Jasper Joachim Bernhard Wilhelm von Oertzen, nach 1836 unter Hinzufügung des Besitznamens auch Jasper von Oertzen-Leppin, in der GND abweichend Jaspar von Oertzen (* 22. November 1801 in Schwerin; † 20. Juli 1874 in Grandchamp) war ein deutscher Verwaltungsjurist, Politiker und Diplomat. Von 1858 bis 1869 war er Präsident des Staatsministeriums (Ministerpräsident) von Mecklenburg-Schwerin.

## Leben und Wirken
Jasper von Oertzen (Nr. 329 der Geschlechtszählung) stammte aus dem Haus Gorow (heute Ortsteil von Satow) des mecklenburgischen Uradelsgeschlechts von Oertzen und war der zweite Sohn des damaligen Schweriner Justizrats und späteren Oberappellationsgerichtspräsidentnen Friedrich von Oertzen und dessen ersten Frau Charlotte, geb. von Mecklenburg. Ludwig Georg von Oertzen war sein Bruder.
Er besuchte das Friedrichwerdersche Gymnasium in Berlin und studierte Rechtswissenschaft an der Friedrich-Alexander-Universität Erlangen, der Friedrich-Wilhelms-Universität zu Berlin und der Georg-August-Universität Göttingen. In Göttingen freundete er sich mit Otto von Gerlach an. Mehr und mehr wurde er von der Erweckungsbewegung geprägt, so dass er bald als Pietist galt. Gleichzeitig entwickelte er stark konservative Anschauungen. 1822 trat er als Canzlei-Auditor in den mecklenburgischen Staatsdienst. 1824 absolvierte er das zweite Examen und wurde zum Kanzleirat ernannt. 1826 unternahm er mit Philipp Eduard Huschke eine Reise in die Niederlande, nach England und Frankreich. Nach kurzer Tätigkeit in Güstrow wurde er 1829 Justizrat an der Rostocker Kanzlei.

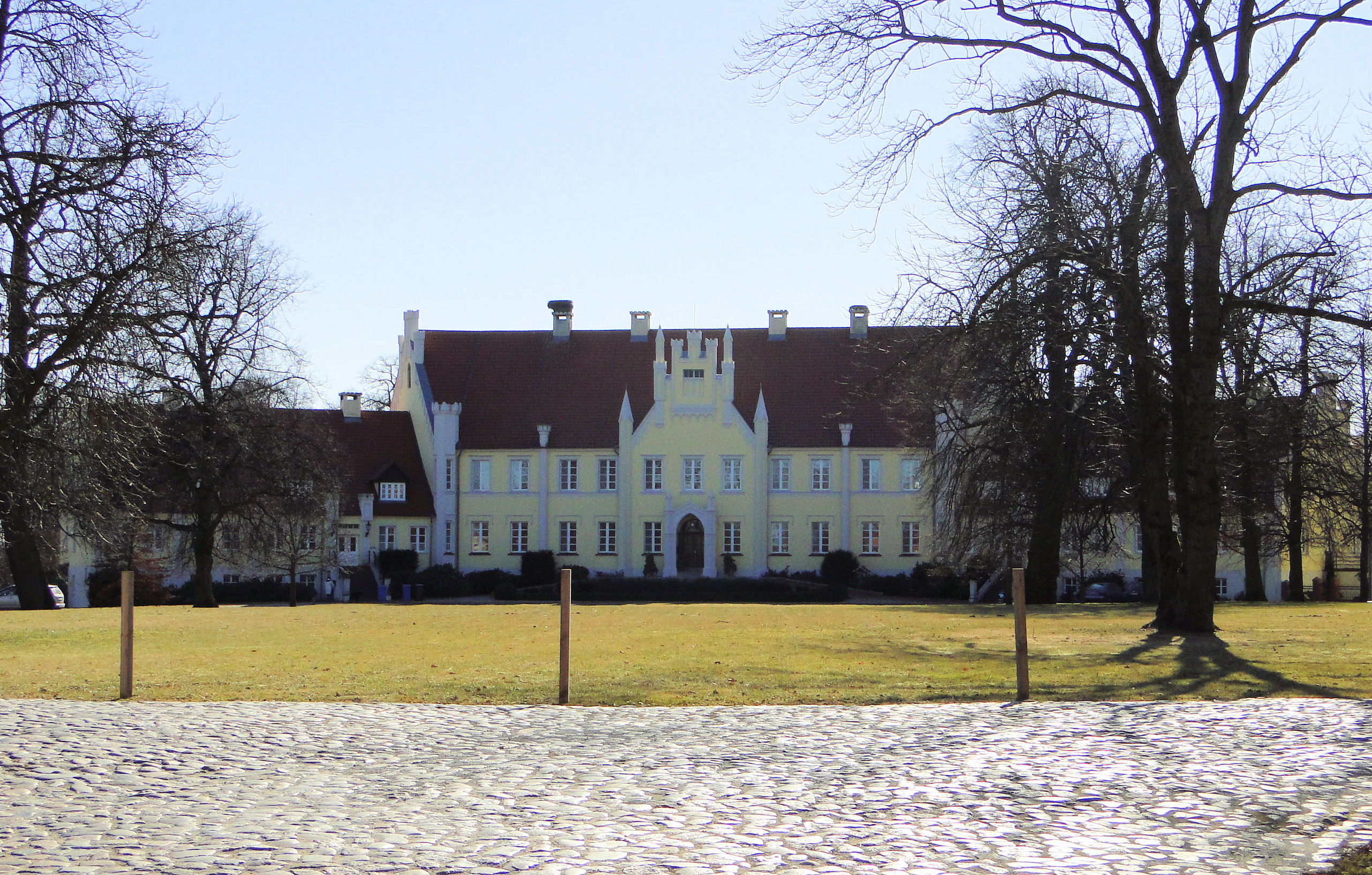
Das Gutshaus in Leppin

Seit 1835 war er Mitglied des Vereins für mecklenburgische Geschichte und Altertumskunde. 1836 war er in der Lage, aus dem Nachlass des Dobbertiner Klosterhauptmanns Victor von Oertzen das Gut Leppin (heute Ortsteil von Lindetal) mit dem Vorwerk Cronsberg zu erwerben und damit den Zweig der Familie, der Gorow schon 1767 verloren hatte, wieder landstandsfähig zu machen. Er schied 1839 als Geheimer Justizrat aus dem mecklenburgischen Justizdienst aus und widmete sich der Gutsverwaltung. 1842 erwarb er den Erbpachthof Traumannshof hinzu. Um 1850 ließ er das Gutshaus in Leppin vom Neustrelitzer Hofbaumeister Friedrich Wilhelm Buttel umbauen und erweitern. Schon bald wurde von Oertzen von der Ritterschaft des Stargardschen Kreises als deren Vertreter in den Engeren Ausschuß, das höchste Exekutivorgan der mecklenburgischen Stände, entsandt. In den Streitigkeiten innerhalb der Ritterschaft um die Rechte der neu hinzugekommenen Gutsbesitzer vertrat er konservative Ansichten, ebenso in den Debatten des Revolutionsjahres 1848/49. Gegen seine Schrift Die Möglichkeit des Fortbestehens der Mecklenburgischen Union verfasste Friedrich Genzken kritische Randglossen.
Vom Strelitzer Großherzog Georg wurde er nun mehrfach zu Beratungen hinzugezogen und 1849 zu Verhandlungen mit Preußen nach Berlin gesandt. Im Winter 1850/51 vertrat er Mecklenburg-Strelitz bei den Dresdner Ministerialkonferenzen. Ab 1851 war er Gesandter beider Mecklenburg beim Bundestag des Deutschen Bundes in Frankfurt am Main und erhielt den Titel Geheimer Rat.
Im Frühjahr 1858 berief ihn Großherzog Friedrich Franz II. zum Präsidenten des Staatsministeriums von Mecklenburg-Schwerin und betraute ihn gleichzeitig mit den Ressorts Äußeres und Inneres. Damit verbunden war das Prädikat Exzellenz. Sein Nachfolger in Frankfurt wurde Bernhard Friedrich Ferdinand Carl von Bülow. Oertzen verfolgte eine Politik der Erhaltung der mecklenburgischen Eigenständigkeit und versuchte die Einführung des allgemeinen Wahlrechts im Norddeutschen Bund zu verhindern oder zumindest zu verzögern. 1866 befürwortete er im sich anbahnenden Krieg zwischen Preußen und Österreich eine bewaffnete Neutralität Mecklenburgs. Der Großherzog entschied sich jedoch für militärische Mitwirkung an der Seite Preußens. Die Folge war, dass von Oertzen sein Abschiedsgesuch einreichte, das aber auf Wunsch des Großherzogs verschoben wurde, so dass Oertzen die Bündnisverhandlungen mit Preußen führen musste.

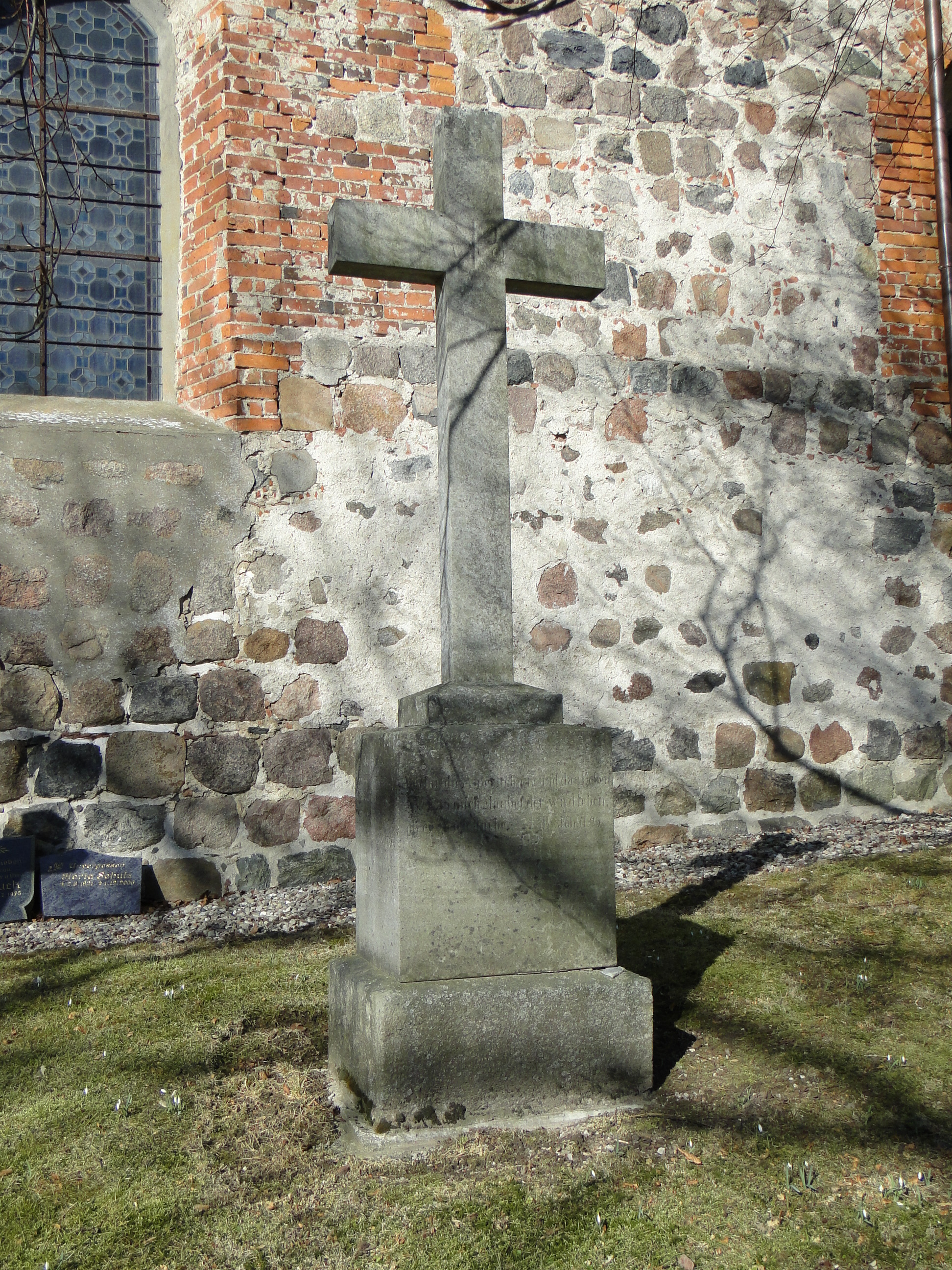
Grabkreuz für Jasper und Amanda v. Oertzen an der Kirche von Leppin

1869 erbat er endgültig seinen Abschied, der ihm auch gewährt wurde, und begab sich auf Reisen in den Süden. Er starb in der Schweiz und wurde in Leppin beigesetzt.
Jasper von Oertzen war seit 1829 verheiratet mit Amanda geb. Schuback (1809–1891) aus der Familie des Hamburger Bürgermeisters Nicolaus Schuback. Von ihren 13 Kindern überlebten nur sechs den Vater, darunter Jasper von Oertzen und Karl von Oertzen. Die Verwaltung von Leppin, das er 1862 in eine Familienfideikommiss-Stiftung umgewandelt hatte, übernahm Helmuth von Oertzen (* 1834). Ein weiterer Sohn, Hans Georg (* 1845), starb 1865 in Göttingen an den Folgen einer Duell-Verletzung.
Nach ihm ist die Jasper-von-Oertzen-Straße in Lindetal-Leppin (Ortsdurchfahrt der L33) benannt.

## Auszeichnungen
- Johanniterorden (1846)
- Hausorden der Wendischen Krone, Großkreuz
- Roter Adlerorden, 1. Klasse
- Königlicher Kronen-Orden (Preußen), 1. Klasse

## Schriften
- Die Möglichkeit des Fortbestehens der Mecklenburgischen Union. Der öffentlichen Prüfung empfohlen von J. v. Oertzen auf Leppin. Barnewitz, Neustrelitz 1848.
- Wollen wir Reform oder Vernichtung der mecklenburgischen Verfassung? Ein öffentliches Votum. Druck und Verlag von Ludolph Hirsch, Teterow 1848.
- Friedrich von Oertzen, Präsident des Ober-Apellationsgerichts. In: Norddeutscher Correspondent. 1852, ZDB-ID 1154740-6.